# Schoenefeldia
Schoenefeldia es un género de plantas herbáceas perteneciente a la familia de las poáceas. Es originario de los trópicos de Asia y África. Comprende 9 especies descritas y de estas, solo 2 aceptadas.

## Taxonomía
El género fue descrito por Carl Sigismund Kunth y publicado en Révision des Graminées 1: 86, 283, pl. 53. 1829.

## Especies aceptadas
A continuación se brinda un listado de las especies del género Schoenefeldia aceptadas hasta junio de 2015, ordenadas alfabéticamente. Para cada una se indica el nombre binomial seguido del autor, abreviado según las convenciones y usos.	 
- Schoenefeldia gracilis
- Schoenefeldia transiens